# 3-Minute Warning
La 3-Minute Warning è stato un Tag team di wrestling attivo nella World Wrestling Entertainment tra il 1996 e il 2003, formata da Jamal e Rosey.